# Música Wassoulou
La música wassoulou (wassulu, wasolo o wasulu) es un género de música africana popular originario de la zona cultural de Wassoulou, de la que recibe su nombre.

## Historia y características
La región de Wassoulou está situada en el extremo suroccidental de Malí y se extiende hasta el este de Guinea y el norte de Costa de Marfil. Alberga varias comunidades: peul, bambara, dogón, mandinga, soninké, senufo, bobo, bozo, etc. Esta diversidad cultural la convierte en una región de gran riqueza melódica y rítmica.
El origen de la música wassoulou se encuentra en la cultura donso, una sociedad ancestral de cazadores-poetas en cuyos rituales cantaban y bailaban al ritmo de una serie de instrumentos. En la segunda mitad del siglo XX, los jóvenes comenzaron a utilizar estos instrumentos fuera de los rituales de caza para que las mujeres bailaran o simplemente por placer y, para evitar la desacralización de estos instrumentos, nació uno nuevo, el kameln'goni o arpa de hombres jóvenes. Más adelante, apareció un nuevo sonido interpretado principalmente por mujeres que se autodenominan kono (pájaros cantores), cuyas letras, cantadas normalmente en idioma bambara, abordan diversos aspectos de la vida como el amor y las relaciones, la situación de la mujer, la maternidad, la fertilidad, la poligamia el matrimonio infantil y otros asuntos socialessiguiendo un patrón de llamada y respuesta.
Su base son instrumentos tradicionales como el kameln'goni (arpa de seis cuerdas), el tambor djembé, el karignan (rascador de metal), el tambor de calabaza (calabaza volcada dentro del agua y golpeada con un mazo blando o con la mano), el bolon (arpa tradicional de cuatro cuerdas) y el soku (violín de crin que también se conoce como n'diaraka en lengua songhai o goje en lengua hausa).
En 1992, el sello británico Stern's publicó la primera de dos recopilaciones tituladas Women of Mali. The Wassoulou Sound, que incluían a cantantes como Oumou Sangaré o Coumba Sidibe. Además de estas dos cantantes, muchas otras han difundido y popularizado este tipo de música como Sali Sidibé, Nahawa Doumbia, Tata Diakité, Souley Kanté, Ramata Diakité o Fatoumata Diawara.

## Legado e influencia
El género ha sido reconocido por potenciar las voces y perspectivas femeninas en África Occidental. Las artistas lo utilizan para abordar las desigualdades de género, la mutilación genital femenina o los retos de la poligamia. Ha supuesto una revolución en una región donde estos temas han sido tabú. La música Wassoulou ha crecido más allá de las fronteras de Malí, con artistas que realizan giras por todo el mundo, actúan en festivales internacionales y colaboran con músicos de otros estilos. Las colaboraciones con músicos de diversos orígenes evidencian su influencia global. Aunque tiene sus raíces en la tradición, es un género que evoluciona constantemente y ha ido incorporando elementos de géneros occidentales como el jazz, el blues y el pop, creando un sonido de fusión dinámico.